# Cinnamon Girl
Cinnamon Girl è un brano musicale scritto ed interpretato dal musicista canadese Neil Young, incluso nel suo album del 1969 Everybody Knows This Is Nowhere, e successivamente pubblicato su singolo negli Stati Uniti (B-side Sugar Mountain) dove raggiunse la posizione numero 55 nella classifica di Billboard Hot 100 nel 1970.

## Il brano
Come per altre due canzoni presenti in Everybody Knows This Is Nowhere (Cowgirl in the Sand e Down by the River), Young scrisse Cinnamon Girl mentre era bloccato a letto con la febbre a quaranta nella sua casa di Topanga Canyon.
Il brano è una chiara dimostrazione del prominente ruolo svolto da Danny Whitten nel sound generale delle prime registrazioni di Neil Young. La traccia vocale principale è cantata in duetto, con Whitten impegnato a cantare le armonie alte e Young quelle basse. Young suona il granitico riff chitarristico hard rock che contraddistingue la canzone sulla sua Gibson Les Paul "Old Black", all'epoca appena acquistata, con un'insolita (per l'epoca) accordatura modale in Re.
Il testo del brano vede il cantante esporre il proprio desiderio di incontrare la ragazza dei suoi sogni da amare, definita enigmaticamente "ragazza cannella" ("cinnamon girl").

## Cover
Cinnamon Girl è stata reinterpretata da numerosi artisti, fra i quali:
- I The Gentrys sul loro album omonimo pubblicato dalla Sun Records (1970).
- I Type O Negative sul loro album del 1996 October Rust.
- John Entwistle dei The Who registrò una versione della canzone come outtake per il suo album solista Smash Your Head Against the Wall del 1971.
- Gli Smashing Pumpkins pubblicarono la loro versione nella ristampa del 2012 di Pisces Iscariot.